# Robert Blust
Robert A. Blust (Cincinnati, 9 de maio de 1940 — Honolulu, 5 de janeiro de 2022) foi um linguista proeminente em linguística histórica. Blust foi um especialista nas línguas austronésias e fez contribuições importantes para o campo da linguística austronésia.